# Sematophyllum succedaneum
Sematophyllum succedaneum là một loài Rêu trong họ Sematophyllaceae. Loài này được (Hook. f. & Wilson) Mitt. miêu tả khoa học đầu tiên năm 1869.